# Marietta Omarovna Čudakovová
Marietta Omarovna Čudakovová (nepřechýleně Čudakova, rusky Мариэтта Омаровна Чудакова; 2. ledna 1937 Moskva – 21. listopadu 2021 Moskva) byla ruská historička literatury a textoložka.

## Život
V roce 1959 ukončila filozofickou fakultu Moskevské státní univerzity. Publikovat začala v roce 1958. V letech 1959 až 1961 vyučovala ruský jazyk a literaturu v jedné z moskevských škol. V roce 1964, po absolvování postgraduálního studia, obhájila doktorát téma Dílo Effendiho Kapieva. V letech 1965 až 1984 pracovala v oddělení rukopisů Státní knihovny SSSR. Od roku 1970 je členkou Svazu spisovatelů. V roce 1980 obhájila práci na téma Tištěná kniha a rukopis: Interakce v procesu vzniku a fungování." V roce 1985 začala učit na Literárním institutu Maxima Gorkého, kde pracovala v oddělení nové ruské literatury. Od roku 1988 vyučovala jako host na amerických a evropských univerzitách. Od roku 1991 byla členem Academia Europaea.
Jejím manželem byl filolog Alexandr Pavlovič Čudakov.

## Dílo
Je autorkou více než 200 vědeckých prací a článků o dějinách literatury 20. století, dějinách filologické vědy a literární kritice. Hlavní oblastí jejího výzkumu je historie ruské literatury sovětského období (zejména práce Michaila Bulgakova, Jevgenije Zamjatina, Michaila Zoščenka, Michaila Kozyreva), poetika, historie ruské filologické vědy a archivní studie.